# Partit Rus d'Estònia
El Partit Rus d'Estònia (estonià: Vene Erakond Eestis, VEE, rus Ру́сская па́ртия Эсто́нии) va ser un partit polític d'Estònia, fundat el 1993, i un dels dos principals partits que defensaven els drets de la minoria russa d'Estònia. Era més conservador i nacionalista que el seu competidor, el Partit de la Constitució.
El partit es va establir originalment com a Unió Nacional Russa (en estonià: Vene Rahvuslik Liit; en rus: Русский национальный союз) un partit de centredreta, el 1920. Va rebre l'1% dels vots a les eleccions parlamentàries d'aquell any, guanyant un sol escó al Riigikogu.
Després que Estònia recuperés la independència després de la caiguda de la Unió Soviètica, el 1994 es va establir el Partit Rus d'Estònia com a successor legal de la Unió Nacional Russa. Per a les eleccions de 1995, el partit va formar l'aliança "La nostra llar és Estònia" amb el Partit d'Unitat Popular Estonià. L'aliança va guanyar sis escons.
Posteriorment, el partit es va presentar en solitari a les eleccions de 1999, rebent el 2% dels vots, lluny d'aconseguir representació parlamentària. En eleccions següents, es mantindria com a força extraparlamentària.
L'any 2012 el partit va fusionar amb el Partit Socialdemòcrata, després de resultats força decebedors a les eleccions.

## Resultats electorals

### Riigikogu
| Any                                              | Vots                                     | %                                        | Escons                              | +/–                                 | Govern                              |
| ------------------------------------------------ | ---------------------------------------- | ---------------------------------------- | ----------------------------------- | ----------------------------------- | ----------------------------------- |
| com a Unió Nacional Russa (Vene Rahvuslik Liit)  |                                          |                                          |                                     |                                     |                                     |
| 1920                                             | 8,623                                    | 1,8 (#9)                                 | 1 / 100                             | Nou                                 | Oposició                            |
| com a Partit Rus d'Estònia (Vene Erakond Eestis) |                                          |                                          |                                     |                                     |                                     |
| 1995                                             | Coalició amb el Partit de la Constitució | Coalició amb el Partit de la Constitució | 6 / 101                             | Nou                                 | Oposició                            |
| 1999                                             | 9,825                                    | 2,03 (#9)                                | 0 / 101                             | 6                                   | Extraparlamentari                   |
| 2003                                             | 990                                      | 0,20 (#11)                               | 0 / 101                             | =                                   | Extraparlamentari                   |
| 2007                                             | 1,084                                    | 0,20 (#10)                               | 0 / 101                             | =                                   | Extraparlamentari                   |
| 2011                                             | 5,029                                    | 0,87 (#7)                                | 0 / 101                             | =                                   | Extraparlamentari                   |
| 2012                                             | fusió amb el Partit Socialdemòcrata      | fusió amb el Partit Socialdemòcrata      | fusió amb el Partit Socialdemòcrata | fusió amb el Partit Socialdemòcrata | fusió amb el Partit Socialdemòcrata |